# Anna Marciak
Anna Marciak (* 27. Oktober 1983) ist eine ehemalige deutsche Fußballspielerin.

## Karriere

### Vereine
Marciak begann in Kirtorf im Mehrspartensportverein TSG Kirtorf im mittelhessischen Vogelsbergkreis mit dem Fußballspielen. Im weiteren Verlauf nach Ehringshausen gelangt, spielte sie für den SV Ehringshausen und zuletzt, bis ins Jahr 2000, für die B-Jugendmannschaft des FSV Frankfurt.
Zur Saison 2000/01 rückte sie in die erste Mannschaft auf, der sie bis zum Saisonende 2005/06 angehörte. Ihr Debüt im Seniorinnenbereich gab sie am 29. Oktober 2000 (3. Spieltag) beim 5:1-Sieg im Heimspiel gegen den späteren Absteiger 1. FC Saarbrücken. Ihr erstes von insgesamt zwei Toren in der höchsten Spielklasse erzielte sie am 22. April 2001 (16. Spieltag) mit dem 1:0-Siegtor im Auswärtsspiel gegen den FFC Brauweiler Pulheim in der 87. Minute. Sie bestritt jedoch nur bis zum 31. August 2003 (3. Spieltag) Punktspiele in der Bundesliga. In ihrem 50. und letzten Pflichtspiel erlitt sie eine Verletzung, deren Heilung sich über zwei Jahre dahinzog.
Eine Rückkehr in den Spielbetrieb erfolgte zur Saison 2006/07 – beim 1. FFC Frankfurt. Mit jeweils nur drei Punktspielen in ihrer ersten und zweiten Saison trug sie zu beiden errungenen Meisterschaften bei. Des Weiteren wurde sie in den ersten beiden Spielen der Gruppe 1 des WM-Überbrückungsturnier 2007 sowie im Viertelfinale des Wettbewerbs um den UEFA Women’s Cup 2008/09 gegen den FCR 2001 Duisburg eingesetzt. In ihrer dritten Saison 2008/09 bestritt sie 17 Punktspiele. Nach ihrem dritten erlittenen Kreuzbandriss beendete sie zum Saisonende 2009/10 im Alter von nur 26 Jahren ihre Spielerkarriere.

### Nationalmannschaft
Marciak spielte je sechsmal für die U16- und U18-Nationalmannschaft sowie zwölfmal für die U21-Nationalmannschaft des DFB.

## Erfolge
- Deutscher Meister 2007, 2008
- DFB-Pokal-Sieger 2007, 2008 (jeweils ohne Einsatz)
- UEFA-Women’s-Cup-Sieger 2008 (ohne Einsatz)

## Sonstiges
Marciak beendete 2007 ihr Studium in den Fächern Sport, Mathematik und katholische Religion auf Grundschullehramt an der Johann Wolfgang Goethe-Universität Frankfurt am Main und ist seitdem als Lehrerin aktiv.